# موتيسية جريسية
موتيسية جريسية (الاسم العلمي: Mutisia campanulata) هو نوع نباتي يتبع جنس الموتيسية من فصيلة النجمية.